# Барулин, Александр Васильевич
Алекса́ндр Васи́льевич Бару́лин (3 марта 1891 — 20 декабря 1967) — советский архитектор.

## Биография
Родился 3 марта 1891 года в деревне Теребуш Тульской области. После окончания в 1910 году строительного училища имени Приорова в Москве принимал участие в реконструкции Румянцевского музея в мастерской А. В. Щусева. В 1917 году окончил Петроградский институт гражданских инженеров со званием гражданского инженера. Работал у архитектора Н. Я. Шевякова.
С 24 июля 1923 по 31 января 1926 года — младший архитектор в акционерном обществе «Стандарт», после реорганизации «Стандарта» продолжил работу в качестве архитектора в тресте «Стандартстрой». Участвовал в проектировании нескольких зданий в стиле конструктивизма, например, дома-коммуны «1-го Замоскворецкого объединения». Под руководством инженера А. А. Андриевского принимал участие в реконструкции здания Госбанка, разрабатывал чертежи дома Наркомлегпрома (архитекторы Ле Корбюзье и Николай Колли).
В 1935 году вступил в Союз архитекторов СССР. В 1939 году преподавал в МИСИ и параллельно работал в мастерских Наркомздрава, Теплопроекте и других
В 1930-х годах был автором проектов нескольких общественных зданий, в том числе здания Института акушерства и гинекологии (ныне Сеченовский центр материнства и детства) на Клинической улице (1937—1939), Зелёного театра на ВСХВ (1939, в соавторстве с Борисом Ефимовичем), Воронежского театра оперы и балета на 1200 мест (1939—1957, в соавторстве с Борисом Ефимовичем и Андреем Петелиным), хирургического комплекса в Люберцах.
После окончания Великой Отечественной войны продолжал работу в области возведения общественных зданий, в частности, является одним из автором Зимнего цирка в Ростове-на-Дону (1957, в соавторстве с Ираидой Бурмистровой и Георгием Петровым).
В 1951—1956 годах работал в мастерской № 1 Моспроекта под руководством Н. Н. Селиванова. Спроектировал и построил Дом культуры МЭИ и зимний плавательный бассейн при нём (совместно с И. В. Шишкиной). Принимал участие в архитектурных конкурсах.
В 1956 году вышел на пенсию. Жил в Москве в доме научных работников и преподавателей ВХУТЕИНа (1-й Зачатьевский переулок, 13). Скончался 20 декабря 1967 года.